# او از سطح من بالاتر است
او از سطح من بالاتر است (به انگلیسی: She's Out of My League) یک فیلم کمدی رمانتیک به کارگردانی جیم فیلد اسمیت محصول سال ۲۰۱۰ آمریکا است.

## بازیگران
- جی باروشل در نقش کریک کتنر
- آلیس ایو در نقش مالی مک کلیش
- مایک فوگل در نقش جک، کنترل‌کننده چمدان‌ها
- تی جی میلر در نقش وندل معروف به استینر (شاشو)
- نیت تورنس در نقش دون، مأمور رزرویشن خطوط هوایی
- کریستن ریتر در نقش پتی، دوست مالی
- گوف استالتس در نقش کم آرمسترانگ، دوست پسر سابق مالی
- لیندسی اسلون در نقش مارنی، دوست دختر سابق کریک
- هیز مک‌آرتور در نقش ران، دوست پسر جدید مارنی
- کیم شاو در نقش کیتی مک کلیش، خواهر مالی
- جسیکا نیکول در نقش وندی
- دبرا جو روپ در نقش خانم کتنر، مادر کریک
- آرتور لفور در نقش آقای کتنر، پدر کریک
- کیلی بورنهایمر در نقش دیلن کتنر، برادر کریک
- جسیکا سنت کلیر در نقش دبی، نامزد حاملهٔ دیلن و زن داداش کریک
- شارون ماگان در نقش خانم مک کلیش، مادر مالی
- تره‌ور ایو در نقش آقای مک کلیش، پدر مالی